# MoinMoin
MoinMoin é um software livre escrito em Python para sistemas wiki e licenciado sob a licença GNU GPL. Possui ferramentas avançadas de colaboração para editar web páginas como: revisor ortográfico, deleção de cache, impressão, anexos e outros.
Há um plugin MediaWiki que torna o MoinMoin compatível com a linguagem de marcação do MediaWiki, isto é, o plugin consiste em um processo de parser que habilita a interpretação de marcação do MediaWiki no MoinMoin, embora falte algum suporte (como suporte a interwiki, por exemplo). Assim, é possível usar dados do MediaWiki com o MoinMoin.